# Åtjärnen (Rättviks socken, Dalarna)
Åtjärnen är en sjö i Rättviks kommun i Dalarna och ingår i Dalälvens huvudavrinningsområde.